# Michał Chęciński
Michał Mosze Chęciński (ur. 13 maja 1924, zm. 16 maja 2011 w Hajfie) – oficer PRL-owskiego kontrwywiadu wojskowego.

## Życiorys
Podczas II wojny światowej więzień getta łódzkiego, gdzie był współorganizatorem podziemnej organizacji Lewica Związkowa. Od marca 1945 żołnierz Armii Czerwonej, w grudniu 1946 robotnik fabryczny w Łodzi. W 1947 rozpoczął służbę w kontrwywiadzie wojskowym – Głównym Zarządzie Informacji Ministerstwa Obrony Narodowej, a w marcu 1953 został starszym wykładowcą Oficerskiej Szkoły Informacji. W 1957, po likwidacji Informacji Wojska Polskiego (wówczas podległej Komitetowi ds. Bezpieczeństwa Publicznego) przeszedł do nowo utworzonej Wojskowej Służby Wewnętrznej, na stanowisko starszego wykładowcy w Ośrodku Szkolenia WSW. Od 1959 starszy wykładowca Zakładu Ekonomiki Wojennej i Wydziału Wojskowo-Ekonomicznego Wojskowej Akademii Politycznej.
Zwolniony dyscyplinarnie w 1967, wyemigrował do Izraela w 1969, gdzie w latach 1970–1976 pracował na Uniwersytecie Jerozolimskim. Następnie wyjechał do Stanów Zjednoczonych, gdzie pracował na Uniwersytecie Harvarda oraz dla Rand Corporation (1976–1981). W latach 1984–1996 był zatrudniony w George C. Marshall European Center for Security Studies w Garmisch-Partenkirchen. Po przejściu na emeryturę powrócił do Izraela. Zmarł w Hajfie.
Autor jednego z pierwszych opracowań poza zasięgiem cenzury dotyczącego kwestii wyrzucania z ludowego Wojska Polskiego oficerów pochodzenia żydowskiego.
Jest autorem kilku książek, z których najczęściej cytowana to Poland: Communism, nationalism, anti-semitism (wyd. 1982). Po polsku ukazały się jego wspomnienia w tomach Zegarek mojego ojca i Jedenaste przykazanie: nie zapomnij.